# Chính sách môi trường
Chính sách môi trường là cam kết của một tổ chức hoặc chính phủ đối với luật pháp, quy định và các cơ chế chính sách khác liên quan đến các vấn đề môi trường. Những vấn đề này thường bao gồm ô nhiễm không khí và nước, quản lý chất thải, quản lý hệ sinh thái, duy trì đa dạng sinh học, quản lý tài nguyên thiên nhiên, động vật hoang dã và các loài có nguy cơ tuyệt chủng. Ví dụ, liên quan đến chính sách môi trường, việc thực hiện chính sách định hướng năng lượng sinh thái ở cấp độ toàn cầu để giải quyết các vấn đề về sự nóng lên toàn cầu và biến đổi khí hậu có thể được giải quyết. Các chính sách liên quan đến năng lượng hoặc quy định các chất độc hại bao gồm thuốc trừ sâu và nhiều loại chất thải công nghiệp là một phần trong chủ đề của chính sách môi trường. Chính sách này có thể được thực hiện một cách có chủ đích để tác động đến các hoạt động của con người và do đó ngăn ngừa các tác động không mong muốn đến môi trường lý sinh và tài nguyên thiên nhiên, cũng như để đảm bảo rằng những thay đổi trong môi trường không gây ra những ảnh hưởng không thể chấp nhận được đối với con người.